# Mammadtaghi Baghirov
 (septembre 2023).
Mammadtaghi Baghirov (en azéri: Məmmədtağı Abbas oğlu Bağırov; né le 5 août 1890 à Bakou et mort le 16 avril 1961 à Bakou) est un chanteur d'opéra azerbaïdjano-soviétique (baryton), soliste du Théâtre national de l'opéra et du ballet d'Azerbaïdjan, artiste du peuple de la RSS d'Azerbaïdjan (1938).

## Biographie
Mammadtaghi Abbas oglu Baghirov étudie dans un mollakhana pendant deux ans et dans une école progressiste russo-tatare pendant cinq ans. Il apparaît sur scène pour la première fois en 1909, dans le cadre du chœur de l'opéra Leyli et Madjnun d'Uzeyir Hadjibeyov, joue dans la troupe de théâtre "Nidjat", en outre, il joue des rôles épisodiques dans des représentations dramatiques et comiques. Le chanteur à la voix baryton se produit en tant que soliste depuis 1914.

## Carrière
En 1914-1919, Mammadtaghi Baghirov se produit dans les troupes de théâtre Safa, Artistes d'opéra musulmans  créées par Huseyngulu Sarabski, Direction de Zulfugar Bey et des frères Uzeyir Bey Hadjibeyov. Il prend le surnom Aragi de son adolescence. Sur certaines affiches, le programme reçoit le pseudonyme Aragui.
Mammadtaghi Baghirov travaille dans la troupe d'opéra du Théâtre dramatique d'Azerbaïdjan depuis 1920. En 1925, lorsque le collectif quitte le Théâtre dramatique d'Azerbaïdjan et est transféré à l'Opéra russe, Mammadtaghi Baghirov rejoint une nouvelle troupe de théâtre.
En 1934, Mammadtaghi Baghirov joue le rôle de Chahvalad dans l'opéra "Chahsanam" de Glier, puis il crée le personnage d'Aghalarbey dans l'opéra Narguiz de Muslim Magomayev, et en 1937 il interprète le rôle de Hasan Khan dans l'opéra Koroghlu d'Uzeyir Hadjibeyov.
En 1938, M. T. Baghirov se produit avec succès lors des dix journées d'art et de littérature azerbaïdjanaises organisées à Moscou. Après ces dix jours, il interprète les rôles de Don Basilio dans l'opéra de Rossini Le Barbier de Séville, les rôles du Sultan Bey dans l'opérette Archin mal alan et d'autres parties.
Principaux parties : Hasan Khan (Koroghlu d'Uzeyir Hadjibeyov), Aslan Chah, Aghalar Bey (Chah Ismayil, Narguiz de Muslim Magomayev), Chahvalad (Achiq Garibde Zulfugar Hadjibeyov), Abdulali Bey (Sevil de Fikret Amirov), Bartolo ( Barbier de Séville Gioachino Rossini).